# ぺこぱポジティブNEWS
『ぺこぱポジティブNEWS』（ぺこぱポジティブニュース）は、テレビ朝日で2021年10月7日（6日深夜）から2023年3月31日（30日深夜）まで『バラバラ大作戦』の中で放送されていたバラエティ番組。ぺこぱの冠番組。

## 概要
この番組は、“やさしい笑い”のぺこぱが、殺伐としたニュースに埋もれがちなポジティブニュースを拾って発信していく。
2022年4月8日より、毎週木曜深夜1時56分からの枠に移動。

## 放送時間
- 毎週木曜 2:36 - 2:56（水曜深夜）（2021年10月7日 - 2022年3月24日）
- 毎週金曜 1:56 - 2:16（木曜深夜）（2022年4月8日 - 2023年3月31日）

## 出演者
- ぺこぱ（シュウペイ・松陰寺太勇）
- 佐藤ちひろ（テレビ朝日アナウンサー）

2022年4月8日 -
- 森山みなみ（テレビ朝日アナウンサー）

2021年10月7日 - 2022年3月31日

## 放送リスト
| 回数 | 放送日   | 放送内容                                                               | ゲスト                                                                        | 備考 |
| ---- | -------- | ---------------------------------------------------------------------- | ----------------------------------------------------------------------------- | ---- |
| #1   | 10月7日  | 初回スペシャル！ぺこぱが超感動!“みらいチケット”の謎                    | カズレーザー（メイプル超合金）                                                |      |
| #2   | 10月14日 | 看板「L」を光らせないローソン発見                                      | カンニング竹山                                                                |      |
| #3   | 10月21日 | 失明男性を支えた優しさのバトン                                         | 伊集院光                                                                      |      |
| #4   | 10月28日 | 主婦（37）海で大活躍                                                   | 伊藤俊介（オズワルド）                                                        |      |
| #5   | 11月4日  | 泥だらけの牛乳瓶が繋いだ奇跡                                           | サーヤ（ラランド）                                                            |      |
| #6   | 11月11日 | 地球を救う とんこつラーメン                                            | 長谷川忍（シソンヌ）                                                          |      |
| #7   | 11月18日 | 【奇跡】森で発見されたカメラに衝撃映像                                 | 本髙克樹（7 MEN 侍 / ジャニーズJr.）                                          |      |
| #8   | 11月25日 | 引っ込み思案の少女が大ヒットゲーム開発                                 | 滝沢カレン                                                                    |      |
| #9   | 12月2日  | 苦境飲食店を救うスーパー中学生                                         | ヒコロヒー                                                                    |      |
| #10  | 12月9日  | 特別編「ポジティビト」田村淳の遺書動画サービス                         | 田村淳（ロンドンブーツ1号2号） 髙橋優斗（HiHi Jets / ジャニーズJr.） 伊集院光 |      |
| #11  | 12月16日 | 特別編「ポジティビト」松陰寺×田村淳対談                                | 田村淳（ロンドンブーツ1号2号） 髙橋優斗（HiHi Jets / ジャニーズJr.） 伊集院光 |      |
| #12  | 12月23日 | ぺこぱが10代と語り合う「ポジティベート」! テーマはずばり「日本の教育」 | 川﨑皇輝（少年忍者 / ジャニーズJr.） キメラゴン ひかりんちょ                  |      |

| 回数 | 放送日   | 放送内容                                                                                          | ゲスト                                                                                            | 備考                             |
| ---- | -------- | ------------------------------------------------------------------------------------------------- | ------------------------------------------------------------------------------------------------- | -------------------------------- |
| #13  | 1月13日  | ぺこぱ×10代が語り合う! テレビの未来・幸せとは・ぺこぱへの痛烈アドバイス                           | 川﨑皇輝（少年忍者） キメラゴン ひかりんちょ                                                      |                                  |
| #14  | 1月20日  | ぺこぱ・加納がお悩み相談飲み会! 後輩芸人のガチ悩みをポジティブ解決！                              | 加納（Aマッソ） ママタルト モンローズ                                                             |                                  |
| #15  | 1月27日  | ぺこぱ・加納がお悩み相談飲み会! ぺこぱが自らの芸人人生を語る！TAIGAも登場！                       | 加納（Aマッソ） ママタルト モンローズ TAIGA                                                       |                                  |
| #16  | 2月3日   | 高齢化社会を救う!?ハイテクサービス                                                                | あの                                                                                              |                                  |
| #17  | 2月10日  | 母校に帰る 閉校を前に、最後の後輩へ贈る言葉                                                       | 福田麻貴（3時のヒロイン）                                                                         |                                  |
| #18  | 2月17日  | 閉校が決まった母校の高校生へ 先輩松陰寺が伝えたいこと                                             | 福田麻貴（3時のヒロイン）                                                                         |                                  |
| #19  | 2月24日  | ポジティブコラボ続々登場 SP!                                                                      | 岩﨑大昇（美 少年 / ジャニーズJr.）                                                               |                                  |
| #20  | 3月3日   | ぺこぱ×アラサーアイドル お悩み相談飲み会! 元AKB48横山由依、卒業の真相を激白?                      | 横山由依 小林智絵（Pimm's） 小林みくり（littlemore.） 恵梨華（つぼみ大革命） 本木瞳（エラバレシ） |                                  |
| #21  | 3月10日  | ぺこぱ×アラサーアイドル お悩み相談ポジティブ会! 横山由依、AKB48時代の苦悩を激白?                  | 横山由依 小林智絵（Pimm's） 小林みくり（littlemore.） 恵梨華（つぼみ大革命） 本木瞳（エラバレシ） |                                  |
| #22  | 3月24日  | ぺこぱ×空気階段 バラバラ大作戦水曜チームコラボ前編!                                               | 空気階段                                                                                          |                                  |
| #23  | 3月31日  | ぺこぱ×空気階段 バラバラ大作戦水曜チームコラボ後編!                                               | 空気階段                                                                                          |                                  |
| #24  | 4月8日   | 廃校が人気観光施設に!むろと廃校水族館の驚きの展示方法とは!?                                       | 伊集院光                                                                                          |                                  |
| #25  | 4月15日  | 伝統工芸をITサービスが救う!職人を育成するマッチングサービスとは!?                                 | 伊集院光                                                                                          |                                  |
| #26  | 4月22日  | 母子家庭を「自らの手」で救う!日本に数人しかいないミュージシャン なかしま拓さん                    | 加納（Aマッソ）                                                                                   |                                  |
| #27  | 4月29日  | お笑い賞レース「G-1グランプリ」を知っていますか? 一度は夢を失った実力派コンビ「三拍子」に密着!    | カンニング竹山                                                                                    |                                  |
| #28  | 5月6日   | お笑い賞レース「G-1グランプリ」を知っていますか? 実力派コンビ「三拍子」の密着後編!夢の行方を追う! | カンニング竹山                                                                                    |                                  |
| #29  | 5月13日  | 人助けYouTuberが22万人を魅了!?活動を通して何を思うのか…                                           | カズレーザー（メイプル超合金）                                                                    |                                  |
| #30  | 5月20日  | 特別企画「ポジティブンカ」 ギャル男ってポジティブ?                                                | 山田杏奈 福田麻貴（3時のヒロイン）                                                                |                                  |
| #31  | 5月27日  | 特別企画「ポジティブンカ」後編 ギャル男ってポジティブ?                                            | 山田杏奈 福田麻貴（3時のヒロイン）                                                                |                                  |
| #32  | 6月3日   | オールナイトニッポンとのコラボ! 佐久間宣行・三四郎がラジオブースで語り尽くす!                     | 佐久間宣行 三四郎                                                                                 |                                  |
| #33  | 6月10日  | オールナイトニッポンとのコラボ後編! 佐久間宣行・三四郎がラジオブースで語り尽くす!                 | 佐久間宣行 三四郎                                                                                 |                                  |
| #34  | 6月17日  | ぺこぱ、少年院へ行く -少年院ってどんなところ?-                                                    | 金指一世（美 少年 / ジャニーズJr.） 伊集院光 ゴルゴ松本                                           |                                  |
| #35  | 7月1日   | ぺこぱ、少年院へ行く後編!! -漫才に込められたメッセージとは？-                                     | 金指一世（美 少年 / ジャニーズJr.） 伊集院光 ゴルゴ松本                                           |                                  |
| #36  | 7月8日   | ぺこぱが生理を学びます!生理をポジティブに大議論                                                   | 滝沢カレン 高尾美穂                                                                               |                                  |
| #37  | 7月22日  | ぺこぱが生理を学びます!女性が望む神対応とは?                                                      | 滝沢カレン 高尾美穂                                                                               |                                  |
| #38  | 7月29日  | 銀座の屋上グルメ!?こんなところでもデッドスペースの活用が!                                         | ヒコロヒー                                                                                        |                                  |
| #39  | 8月5日   | 暑い夏の日にお水配り!そこで出会ったポジティブとは?                                                | 加納（Aマッソ）                                                                                   | 松陰寺は未出演。                 |
| #40  | 8月12日  | 子どもたちへ夏のプレゼント!病院がおこなったある取り組みとは?                                      | 山之内すず                                                                                        |                                  |
| #41  | 8月19日  | 夏休み真っ只中!自由研究特集～命を救う物語～                                                       | サーヤ（ラランド）                                                                                |                                  |
| #42  | 9月2日   | 話題の経済学者・成田悠輔と「お金」をテーマにポジティブ議論!                                       | 成田悠輔 福田麻貴（3時のヒロイン）                                                                |                                  |
| #43  | 9月9日   | 話題の経済学者・成田悠輔と「テレビ」をテーマにポジティブ議論！                                    | 成田悠輔 福田麻貴（3時のヒロイン）                                                                |                                  |
| #44  | 9月16日  | ドラマや映画で大活躍！「インティマシー・コーディネーター」って?                                   | ヒコロヒー 伊集院光                                                                               | 佐藤の代わりに並木万里菜が出演。 |
| #45  | 9月23日  | 未来を変える!?ポジティブトイレ特集                                                                | 長谷川忍（シソンヌ）                                                                              | 佐藤の代わりに並木万里菜が出演。 |
| #46  | 9月30日  | 廃線危機を乗り切るローカル鉄道特集!                                                               | 山崎怜奈                                                                                          |                                  |
| #47  | 10月7日  | 地下芸人が襲来! ぺこぱとゆかりのある芸人を集めてポジティブ飲み会！                                | 芝大輔（モグライダー） 虹の黄昏 ゆーびーむ☆ 井口浩之（ウエストランド）                            |                                  |
| #48  | 10月14日 | 「あの時は地獄だった!?」 ぺこぱとゆかりのある芸人を集めてポジティブ飲み会！                       | 芝大輔（モグライダー） 虹の黄昏 ゆーびーむ☆ 井口浩之（ウエストランド）                            |                                  |
| #49  | 10月21日 | 120年の歴史がある名門相撲部に初の女性部員                                                         | 薄幸（納言）                                                                                      |                                  |

## スタッフ
- 企画：倉本美津留
- 構成：藤沢朋幸、本多アシタ
- 美術デザイン：吉岡理人
- 美術進行：田島えりか
- 美術プロデューサー：吉居真夏
- ビジュアルデザイン：中村哲夫
- 編集：中村桃子
- MA：鳥羽隼輔
- 音効：岡田淳一
- TK：中里優子
- 編成：岡村地郎、林智乃
- 宣伝：森千明
- 制作協力：テレビ朝日映像
- 制作スタッフ：山田慎也、大壁洸介
- アシスタントプロデューサー：朝倉潤、早坂千歩
- ディレクター：藤原藍子、松原広直、斎藤ノエル龍佑、鈴木龍太郎 / 宮澤拓郎
- チーフディレクター：渡辺達也
- プロデューサー：大森氏勝、山口良子 / 村松秀昭
- 演出・プロデューサー：澤田晋
- ゼネラルプロデューサー：本部純
- 制作：テレビ朝日ソリューション本部コンテンツ編成局第2制作部
- 制作著作：テレビ朝日

## ネット局
| 放送対象地域 | 放送局                   | 系列局       | 放送時間         | ネット開始日   | 備考       |
| ------------ | ------------------------ | ------------ | ---------------- | -------------- | ---------- |
| 関東広域圏   | テレビ朝日（EX）         | テレビ朝日系 | 金曜 1:56 - 2:16 | 2021年10月7日  | 【制作局】 |
| 新潟県       | 新潟テレビ21（UX）       | テレビ朝日系 | 金曜 0:50 - 1:15 | 2021年10月21日 | 遅れネット |
| 宮城県       | 東日本放送（khb）        | テレビ朝日系 | 日曜 0:35 - 0:55 | 2022年4月2日   | 遅れネット |
| 広島県       | 広島ホームテレビ（HOME） | テレビ朝日系 | 土曜（不定期）   | 2021年10月23日 | 遅れネット |
| 近畿広域圏   | 朝日放送（ABC）          | テレビ朝日系 | 土曜             |                |            |
| 岩手県       | 岩手朝日テレビ（IAT）    | テレビ朝日系 | 土曜ほか         |                |            |
| 福岡県       | 九州朝日放送（KBC）      | テレビ朝日系 | 金曜ひる(不定期) |                |            |
| 山口県       | 山口朝日放送（yab）      | テレビ朝日系 |                  |                |            |
| 沖縄県       | 琉球朝日放送（QAB）      | テレビ朝日系 |                  |                |            |

- そのほか青森朝日放送（ABA）が日中の時間帯で不定期放送するなど、不定期で放送された局もある。